# MySims Party
MySims Party — це відеогра, розроблена та видана Electronic Arts як допоміжний продукт Maxis, франшизи The Sims для Nintendo DS і Wii у 2009 році. Це третя гра в серії MySims. Гра складається з понад 50 міні-ігор, у які можуть грати до 4 гравців. Була випущена 10 березня 2009 року в Північній Америці.

## Ігровий процес

### Версія Wii
Версія MySims Party для Wii відрізняється від франшизи The Sims та інших ігор MySims і починається з переїзду персонажа в занедбане місто з мером, який відчайдушно хоче повернути жителів. Завдання гравця — брати участь у фестивалях і перемагати, щоб залучати нових людей у місто. Гравці повинні збирати очки під час міні-ігор, щоб отримати нових персонажів і пам'ятники, а натомість отримати нових ігрових персонажів і одяг для свого сіма. Зі збільшенням населення міста відкриваються нові райони.
Гравець може взаємодіяти з громадянами, розмовляючи з ними. Персонаж гравця можна налаштувати в багатьох різних предметах. На відміну від інших ігор у франшизі The Sims, у сіма немає потреб чи бажань.
У версії MySims Party для Nintendo Wii для гри в міні-ігри використовується лише пульт Wii Remote.

### Версія DS
Дія версії MySims Party для Nintendo DS розгортається в занедбаному місті, а гравцеві доручено перевезти жителів на острів. Це досягається шляхом гри в міні-ігри для місцевих жителів, які живуть у місті, і після того, як гравець закінчив певний фестиваль, щоб заробити зірки. Гравці збирають зірки, щоб розблокувати інші частини міста, а також нові міні-ігри та нові предмети в магазинах. Чим більше зірок збирається, місто росте, а міні-ігри відкриваються.
Гравець може спілкуватися з туристами та жителями. У міні-ігри можна грати, і залежно від того, як вони це роблять, вони розблоковуються як ігрові персонажі. Стиль сіма можна будь-яким чином змінити в гардеробі. На відміну від інших ігор у франшизі The Sims, у сімів немає потреб чи бажань, але сон може бути необов'язковим.
Версія MySims Party для Nintendo DS підтримує сенсорний екран і мікрофон. Сенсорний екран використовується для розмови та руху, а також для розміщення та переміщення будинків або меблів. Інші кнопки можуть керувати певними завданнями, такими як фотографування або початок розмови. Ця версія також містить ряд міні-ігор.

## Критика
| Агрегатор  | Оцінка | Оцінка |
| Агрегатор  | DS     | Wii    |
| ---------- | ------ | ------ |
| Metacritic | 64/100 | 56/100 |

| Видання                    | Оцінка | Оцінка |
| Видання                    | DS     | Wii    |
| -------------------------- | ------ | ------ |
| 4Players                   | Н/Д    | 60 %   |
| Famitsu                    | 26/40  | 25/40  |
| Game Informer              | Н/Д    | 6/10   |
| GamesMaster                | Н/Д    | 61 %   |
| GameZone                   | 7/10   | 5.5/10 |
| IGN                        | 6.4/10 | 6/10   |
| NGamer                     | 60 %   | 55 %   |
| Nintendo Life              | Н/Д    | 4/10   |
| Nintendo Power             | Н/Д    | 5/10   |
| Official Nintendo Magazine | Н/Д    | 61 %   |

Гра отримала «змішані» відгуки на обох платформах згідно з вебсайтом зібраних оглядів Metacritic. У Японії, де гра була перенесена для випуску під назвою Boku to Sim no Machi Party (ぼくとシムのまち パーティー, Boku to Shimu no Machi Pātī) 12 березня 2009 року, Famitsu дали йому 26 балів із 40 для версії DS і 25 із 40 для версії Wii.